# Тереза Боучкова
Тереза Боучкова (на чешки: Tereza Boucková) е чешка журналистка публицистка, сценаристка, драматург, преводачка и писателка на произведения в жанра драма, любовен роман, мемоари, пътепис и сатира.

## Биография и творчество
Тереза Боучкова е родена на 24 май 1957 г. в Прага, Чехословакия. Тя е третата дъщеря на писателя и драматург Павел Кохоут и втората му съпруга, помощник-режисьорката Анна Кохоутова. Майка ѝ е родена в София. След развода си с Кохоут има връзка с Вацлав Хавел. Тереза има брат и сестра. Брат ѝ Ондржей, е художник и сценограф, е живее в Австрия, а сестра ѝ в Швейцария. След като завършва основно училище, учи в двугодишно училище по икономика, но скоро се прехвърля в Академичната гимназия в Прага, където завършва през 1976 година.
След завършване на гимназията подписва Харта 77 – неформална гражданска инициатива на Чехословакия, която критикува „политическата и държавна власт“ за неспазване на човешките и гражданските права. Заради това на няколко пъти тя безуспешно се опитва да бъде приета в Театралния факултет на Академията за сценични изкуства в Прага. За да се издържа работи на временни работи като чистачка, пощальон, икономка и опаковчик на грамофонни плочи. Въпреки че не ѝ е позволено да продължи обучението си, тя учи частно, полага изпит по английски език и посещава лекции от така наречените „жилищни университети“. Използва актьорския си талант като участва в дисидентски спектакли, проведени в апартамента на Власта Храмостова.
Тереза Боучкова започва да пише литературни произведения в края на 80-те години, когато публикува чрез самиздат няколко разказа. Новелата ѝ „Indiánský běh“ (Индиански бяг) предизвиква раздвижване, защото чрез нея критикува редица известни личности. Тя е една от първите личности, удостоени с наградата „Иржи Ортен“, която получава за новелата „Индиански бяг“. През 1991 г. е публикувана официално, а през 1992 г. е публикувана в разширеното издание, илюстрирано от брат ѝ Ондржей Кохоут, „Индиански бяг и краища на щастието, краища на мълчанието“.
През 90-те години тя пише пиеси и фейлетони. Първият ѝ сборник с фейлетони „Sodoma komora“ (Содом и Гомор) е издаден през 2003 г., а през 2004 г. е издаден втори сборник с тях – „Jen si tak trochu schnít – fejetony o mužích a lidech“ (Просто подсушете малко – фейлетони за мъже и хора). През 2014 г. е издадена третата колекция – „Boží a jiná muka – fejetony o lásce ke kolu“ (Божии и други мъки – фейлетони за любовта към колата).
Авторка е на сценария за игралния филм „Smradi“, чиято премиера е през 2002 г. Сюжетът е вдъхновен от житейската история на Боучкова, осиновяването на две ромски деца. Филмът е номиниран за наградата „Чешки лъв“. Докато работи по него се среща с драматурга, текстописец, композитор и сценарист Бедрих Лудвик, с когото впоследствие участва в албума му „Měsíc ve dne“.
Най-значимото ѝ произведение е романът „Годината на петела“ издаден през 2008 г. В този автобиографичен роман тя прави разтърсваща равносметка за осиновяването на две ромски деца, които се превръщат в зверове и заплашват да унищожат ония, които са им подали ръка и са ги отгледали, както и за живота, за дисидентските години, за провалените мечти, и за многото разочарования. Романът става бестселър преведен на много езици.
От 2001 г. тя е член на Чешкия център на Международния ПЕН клуб.
Участва в опазването на околната среда, като наред с други подкрепя и движението „ДЪГА“, Децата на Земята. Тя се кандидатира от името на Зелената партия на европейските избори през 2004 г.
След кратък първи брак тя се омъжва за Иржи Бучек, с когото се премества във вилата на баба си и дядо си в Захрабска. Те имат трима сина, двама осиновени, Доминик и Мариан, и собствен – Винк (р. 1991).
Тереза Боучкова живее със семейството си в поселището Захрабска, част от село Свети Йоан под Скалоу (Средночешки край).

## Произведения

### Самостоятелни романи
- Rok kohouta (2008) – автобиографичен роман
Годината на петела, изд.: ИК „Персей“, София (2019), прев. Красимир Проданов
- Život je nádherný (2016)
- Bhútán, má láska (2020)

### Новели и разкази
- Křepelice (1993) – новела
- Když milujete muže (1995) – включва и новелата „Křepelice“
- Krákorám (1998) – разказ

### Сборници
- Indiánský běh (1991) – награда „Иржи Ортен“
- Indiánský běh a Končiny štěstí, končiny ticha (1992)
- Sodoma komora (2003) – фейлетони
- Jen si tak trochu schnít – fejetony o mužích a lidech (2004) – фейлетони
- Boží a jiná muka – fejetony o lásce ke kolu (2010) – фейлетони
- Šíleně smutné povídky (2013) – разкази, аудиокнига

### Пиеси
- Romeo na kolečkách (90-те)
- Hana a Marie (90-те)
- Silnice (2000) – театрална адаптация по филма на Федерико Фелини
- Sodoma komora (2003) – по разказ на Йоханес Урцидил

### Документалистика
- Bhútán, má láska (2020) – пътепис

### Преводи
- „Rubato“ на Рудолф Слобода, превод от словашки (2008)

### Екранизации
- 2002 Smradi
- 2009 An Earthy Paradise for the Eyes – сценарий